# Portrait d'Alphonse XIII en uniforme de hussard
Le Portrait d'Alfonso XIII en uniforme de hussard est un portrait réalisé  par le peintre Joaquín Sorolla. Il a été peint en 1907 sur commande du roi Alphonse XIII d'Espagne  et a été réalisé dans  le parc de la résidence d'été La Granja de San Ildefonso. C'est une peinture à l'huile sur toile, de dimensions 208 × 108,5 cm. Il représente le roi, en taille réelle, habillé d'un uniforme de hussard dans le style coloré et lumineux du post-impressionnisme espagnol. Le tableau fait partie de la collection royale.

## Description
Ce tableau de 1907 est un portrait en pied du roi Alphonse XIII, de taille réelle. Le monarque de 21 ans fait face au spectateur, sa jambe gauche est avancée sur la droite. Il a le teint clair  et ses yeux ouverts regardent en face. Il a les cheveux châtains, coiffés court, les oreilles libres. Le roi pose sa main droite à la hanche et sa main gauche se repose sur le pommeau d'un sabre, tenu par une dragonne et dont le fourreau arrive au sol. Alphonse XIII porte l'uniforme de la cavalerie du régiment des Hussards de Pavie. Il inclut le gilet rouge dit « Dolman » sur une chemise blanche que l'on devine au niveau du cou et la manche droite. Sur l'épaule gauche se trouve une pelisse bleue doublée de fourrure noire qui répond aux pantalons de l'uniforme également bleus. Il porte des bottes de cavalier noires équipées d'un éperon d'argent. Le gilet est orné de nombreux boutons et tresses dorées et brodés de fils d'or. Il porte à la ceinture une fâche brodée d'or et attachée sur le côté gauche. Le roi ne montre pas des attributs visibles de son poste. Il exhibe en revanche de nombreuses médailles et décorations sur le dolman et la pelisse. Il ne porte qu'un bijou, l'alliance qu'il porte en depuis son mariage l'année précédente avec la princesse britannique Victoria Eugenia de Battenberg.
Bien que le ciel ne soit pas visible, la lumière solaire joue un rôle important dans la composition. Sorolla exploite la lumière et les reflets dans toute la composition pour suggérer l'intensité du soleil : sur les feuilles des arbres, le sol du premier plan, les vêtements, les bottes, le visage et les mains du roi. De plus, l'intensité de la couleur de l'uniforme traduit la puissante lumière du jour. La peinture est signée et datée « J. Sorolla B. 1907 San Ildefonso ».